# قائمة المراسيم التي أصدرها هبة الله آخند زاده
أفغانستان إمارة إسلامية تحكمها حركة طالبان، حيث يصدر الأمير المراسيم والتي تعتبر المصدر القانوني. هناك عملية صياغة التشريعات، تبدأ من قبل الوزارة المعنية في مجلس الوزراء، ثم يتم فحصها من قبل وزارة العدل للحصول على موافقة الأمير. ولكن أي أمر من الأمير يصبح مرسوماً. لقد أصبح هبة الله آخند زاده أميرًا منذ أن سيطرت طالبان على الحكومة في أغسطس 2021، وقد أصدر عددًا كبيرًا من المراسيم.

## قائمة
| تاريخ الإصدار  | الوصف | نص / اقتباس                                      | المرجع        |
| -------------- | --- | ------------------------------------------------ | ------------- |
| 7 سبتمبر 2021  | تعيين مجلس الوزراء المؤقت بقيادة حسن آخند. |                                                  | [ 5 ]         |
| 3 ديسمبر 2021  | الخطوط العريضة للحقوق المدنية للمرأة، بما في ذلك حقوق الزواج والملكية، ويوجه وزارة الحج والشؤون الدينية، وزارة الإعلام والثقافة، المحكمة العليا، والمقاطعة ومنطقة الحكام لتنفيذها.                               |                                                  | [ 6 ]         |
| 11 يناير 2022  | إنشاء مجلس علماء قندهار. |                                                  | [ 7 ] [ 8 ]   |
| 3 أبريل 2022   | حظر إنتاج الأفيون وجميع المخدرات الأخرى. |                                                  | [ 9 ]         |
| 7 مايو 2022    | يأمر النساء بمغادرة منازلهن فقط عند الضرورة، ولبس الحجاب الشرعي، ويفضل أن يكون ذلك مع البرقع الأفغاني. |                                                  | [ 10 ]        |
| 20 مايو 2022   | توجيه أعضاء طالبان إلى عدم اللجوء إلى تعدد الزوجات بلا ضرورة. |                                                  | [ 11 ]        |
| 22 يونيو 2022  | إعلان عدد قتلى زلزال أفغانستان يونيو 2022 وأوامر خاصة بجهود الاستجابة. | نسخة محفوظة 24 يونيو 2022 على موقع واي باك مشين. | [ 12 ]        |
| 21 يوليو 2022  | حظر نشر الإشاعات و"الاتهامات الباطلة". |                                                  | [ 13 ]        |
| 4 أغسطس 2022   | إبطال دستور أفغانستان لعام 1964 ودستور أفغانستان لعام 2004. |                                                  | [ 14 ]        |
| 13 نوفمبر 2022 | تطبيق الحدود الإسلامية والقصاص في القضاء. |                                                  | [ 15 ] [ 16 ] |
| 11 يناير 2023  | إنشاء مجالس العلماء في 13 مقاطعة لإدارة القضايا المحلية. |                                                  | [ 17 ]        |
| 22 يناير 2023  | تعيين محمد عيسى ثاني قائم بأعمال وزير الأشغال العامة. |                                                  | [ 18 ]        |
| 29 يناير 2023  | تعيين حنيف عبادة رئيس شرطة محافظة غور قاري جول حيدر كنائب حاكم محافظة غزنة. |                                                  | [ 19 ]        |
| 18 مارس 2023   | حظر زراعة القنب وأمر وزارة الداخلية لإحضار المخالفين إلى المحكمة. وأمر المحاكم بمعاقبة المخالفين. |                                                  | [ 20 ]        |
| 19 مارس 2023   | يحظر على المسؤولين الحكوميين توظيف الأقارب. ينطبق بأثر رجعي بحيث يجب فصل أي أقارب تم تعيينهم بالفعل. |                                                  | [ 21 ]        |
| 19 مارس 2023   | يأمر بتدمير جميع المخدرات والكحول المضبوطة والأدوات المستخدمة في صنعها، ويأمر بمعاقبة المنتجين والبائعين. يوجه وزارة الشؤون الداخلية، المديرية العامة للاستخبارات، ووزارة الصحة العامة تنفيذ الأمر أمام المحاكم. |                                                  |               |
| 19 أبريل 2023  | رسالة بمناسبة عيد الفطر. يحدد مدونات قواعد السلوك للقضاة وقوات الأمن. |                                                  | [ 22 ]        |
| 17 مايو 2023   | تعيين عبد الكبير قائم بأعمال رئيس وزراء أفغانستان بينما كان حسن آخند يتعافى من المرض في قندهار. عاد حسن أخوند إلى كابول في 17 يوليو.                                                                             |                                                  | [ 23 ] [ 24 ] |
| 4 يوليو 2023   | حظر صالونات التجميل وتصفيف الشعر للنساء لمدة شهر واحد. |                                                  | [ 25 ]        |